# 大杉栄
大杉 栄（おおすぎ さかえ、大杉榮、1885年〈明治18年〉1月17日 - 1923年〈大正12年〉9月16日）は、日本の無政府主義者、思想家、作家、ジャーナリスト、翻訳家、社会運動家。エスペランティスト、自由恋愛主義者でもあった。

## 生涯

### 幼少期
愛媛県那珂郡丸亀（現・香川県丸亀市）で生まれた。父親の大杉東（おおすぎ あずま）は愛知県海東郡越治村（現・愛知県津島市）出身の大日本帝国陸軍近衛師団の前身である常時陸軍の軍人で、代々庄屋の家系で親戚にも軍人が多数いる家庭環境だった。その後、東は東京に移って近衛少尉として勤務し、大隊長の仲介によって母・とよ（豊）と結婚した。栄は次男で、はる、きく、伸、まつゑ、勇、進、あき、あやめの兄弟姉妹がいる大家族だった。容姿や性格は母親似だったと言われる。1888年（明治21年）12月から東京・麹町区の富士見小学校付属幼稚室（園）に通園するが父・東が1889年（明治22年）5月に近衛師団（近衛連隊）から新潟県北蒲原郡新発田本村（現新発田市）の歩兵第16連隊に赴任したため、14歳までの長期間を新発田市で暮らした。新発田本村尋常小学校、新発田高等小学校、北蒲原尋常中学校（現新潟県立新発田高等学校）で学ぶ。日清戦争と日露戦争にも従軍した東から祈りに触れて軍人として仕込まれたこともあって、元帥を目指すという高邁な精神で、1898年（明治31年）4月に名古屋陸軍地方幼年学校（名幼）を受験したが不合格となり、1899年（明治32年）4月に再受験して合格し、同年9月に名幼に第3期生として入学した。ドイツ語科を希望するも定員に満たなかったことからフランス語科に回されたが、これは後の思想家の誕生に役立った。

### 学生時代～社会主義への接近
名古屋陸軍地方幼年学校では武道に熱中するあまり学業の成績は良からぬ点があり、学校内では奔放な生活を送った。同性愛に走って修学旅行では下級生による性的な戯れに対して禁足30日の処分を受けた。「下士官どもの追究が残酷」「尊敬も親愛も感じない上官への服従を盲従」という考えから教官に対して反抗することが増えて憂鬱になり、「（故郷である）新発田の自由な空を思う」ように至ったとの理由から軍医によって脳神経症と診断され、休暇を与えられた。栄は幼年学校の外に出れば快活な少年として過ごせたが学校へ戻ると再び凶暴な少年となり、同期生徒の喧嘩で相手からナイフで刺される騒動を起こし、1901年（明治34年）12月に在学僅か2年で退学処分となった。退学直前の栄の成績は極端なもので、実科では主席、学科では次席であるにも関わらず、操行では最下位だった。
軍隊生活の窮屈から解放された栄は父親の許しを得ずに文学を志すことを決め、語学研究と称して1902年（明治35年）1月に上京して神田猿楽町の東京学院（中学5年級受験科）に通学し、夜は四谷区箪笥町（現四谷三栄町）のフランス語学校に通った。同年6月、母・とよが新潟病院で急逝した。この頃に栄は牛込の下宿先で友人に勧められて「進化論」を原書で読み、足尾鉱毒事件への追及運動に栄と共に下宿していた友人が参加したことに触発され、定価が最も安かった「萬朝報」を購読して軍隊外の社会に目を向けた。幸徳秋水・堺利彦の名もこの頃に知り、彼らの提唱する非戦論に共鳴して平民社の結成を知ると訪れて講演会に参加した。1902年10月に順天中学校5年に編入学した。1903年（明治36年）3月に順天中学校を卒業し、同年9月に東京外国語学校（現・東京外国語大学）仏語科に入学。
1903年3月、いろいろなキリスト教会に出席し、海老名弾正が牧師であった日本組合本郷基督教会（現日本基督教団弓町本郷教会）に定着し、同年10月に海老名から受洗し教会員となるが、1904年（明治37年）2月日露戦争開戦後の海老名の「国家的大和魂的クリスト教」に反発し教会との関係を絶つ。
1904年3月に平民社で開催された社会主義研究会に出席した。大杉は次第に社会主義に感化されて頻繁に平民社へ出入りしたり、のちにこの時期を回想して雑誌「改造」に自叙伝として発表したが、この自叙伝は栄の死後に未完ながらも単行本にまとめられた。

### 社会主義に感化

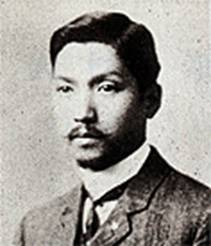
1920年頃

1905年（明治38年）3月頃、平民社が発行していた週刊「平民新聞」の後継紙である「直言」に堺が書いた紹介記事によってエスペラントを知り、1905年（明治38年）7月に東京外国語学校仏語学科選科を修了した。その後、翌年にかけて東京市本郷にある習性小学校にエスペラント学校を開校させ、1906年（明治39年）3月には東京市内電車の運賃値上げに反対する市民大会に関与したとして兇徒聚集罪により逮捕されたが、6月に釈放された。しかし、同年11月には新聞に掲載された「新兵諸君に与ふ」が新聞紙条例違反で起訴され、これ以降は言論活動で社会主義運動に関わっていった。1908年（明治41年）1月17日にはいわゆる屋上演説事件によって治安警察法違反容疑で逮捕された。同年6月22日には東京・神田にあった映画館「錦輝館」で発生した赤旗事件によって再び逮捕され、これまでの量刑も含んで2年6ヶ月にわたって千葉刑務所へ収容された。獄中ではさらに語学を学びながらアナキズムの本も多数読破した。1910年（明治43年）9月には東京監獄に移されて秋水らの大逆事件に関連した取調べを受けるが11月に出所し、堺らと「売文社」を結成する。
1911年（明治44年）1月24日に秋水らが処刑されたことで社会主義運動が一時的に後退する中で、大杉は荒畑寒村と共に1912年（大正元年）10月に近代思想、1914年（大正3年）10月に平民新聞を発刊し、定例の社会主義研究会を開催して運動を活発化させようとするが、いずれも発禁処分を受けて経済的な収入が途絶える。同年同月チャールズ・ダーウィンによる「The Origin of Species」を「種の起原」という題名で翻訳出版するが、アナキズムの立場を鮮明にしてきた大杉の態度に荒畑や以前からの同志から反発を受け、復活させた近代思想も1916年（大正5年）初めに廃刊となった。同年には伊藤野枝との恋愛も始まり、大杉は次第に研究会への参加も減っていく。しかし大杉には妻・堀保子との結婚生活も続く状況において、11月9日に以前からの恋愛相手だった神近市子によって刺される日蔭茶屋事件が発生した。大杉は事件によって重傷を負うが世間は市子に同情的だった。その理由として市子は大杉を身を粉にして経済面でサポートしていたためで、野枝を魔性の女や悪魔のように噂していた大杉の評判はあっという間に地に落ち、同志からも完全に孤立した。大杉は野枝との共同生活を始めるが生活資金にも事欠くようになった。また、大杉は自由恋愛論者で、妻・保子との結婚は居候中に強姦したことによる結婚で、当時の保子は深尾韶と婚約していたが破棄となった。さらに大杉は保子と入籍せず、市子に続けて野枝とも愛人関係となって、野枝は長女・魔子（のちに改名して真子）を妊娠した。大杉は女性から常に経済的援助を受けていたが、大杉の愛情が野枝とその子供である魔子に移ったのを嫉妬した市子によって日蔭茶屋事件が発生したのである。事件によって市子は入獄し、大杉は保子と離別したために野枝と家庭を持つが依然として入籍はせず、次女・エマ、三女・エマ、四女・ルイズ、長男・ネストルもうけた。次女・エマ以外は大杉と野枝の死後に野枝の実家に引き取られ、戸籍を届ける時に改名されたものである。
1917年（大正6年）9月に長女・魔子が誕生し、村木源次郎だけは大杉の家に同居して家事を手伝う。同年末に大杉らは労働者の町として知られた東京・亀戸へ移住し、野枝と『文明批評』を創刊する。大杉のもとには和田久太郎、久板卯之助が加わり、この件が前年のロシア革命勃発の影響もあって労働運動が盛り上がる機運となった。1918年（大正7年）2月には同志たちとの関係修復を図ろうと研究会も定期的に開催させ、サンディカリズムの立場で労働運動への影響を強めながら九州、関西を周回し、大阪では米騒動の騒乱を目の当たりにした。1919年（大正8年）1月には近藤憲二らが主催し、労働者も参集していた北風会と研究会を統合させて「労働運動の精神」をテーマに講演を続ける。同年9月には「東京労働同盟会」と改称して機関紙『労働運動』を刊行させ、拠点となる労働運動社に仲間が集まる。

### 海外での社会主義活動

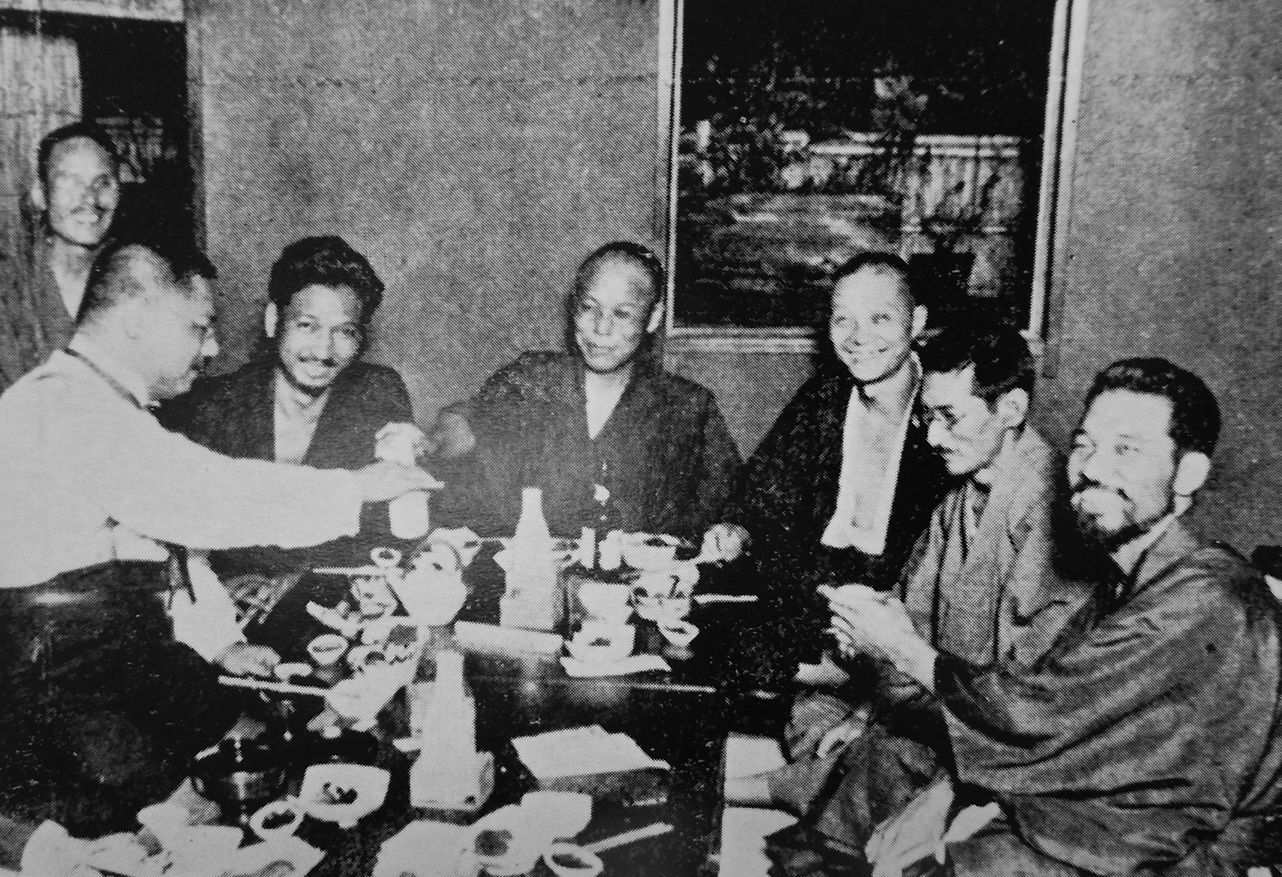
売文社のメンバー。左手前の白いシャツの人物から新居格、大杉、堺利彦、山崎今朝弥、山川均、近藤栄蔵。左奥の人物は不明。

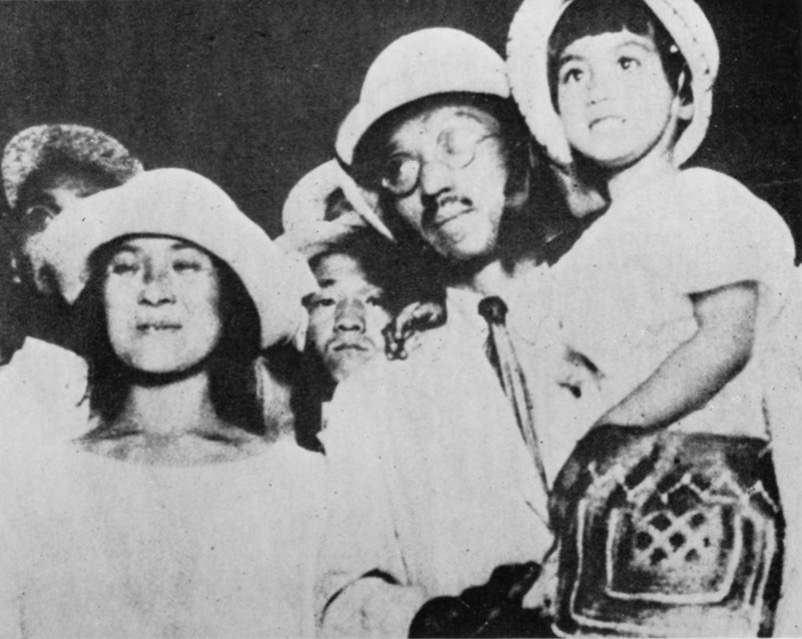
大杉と伊藤野枝（1920年代）

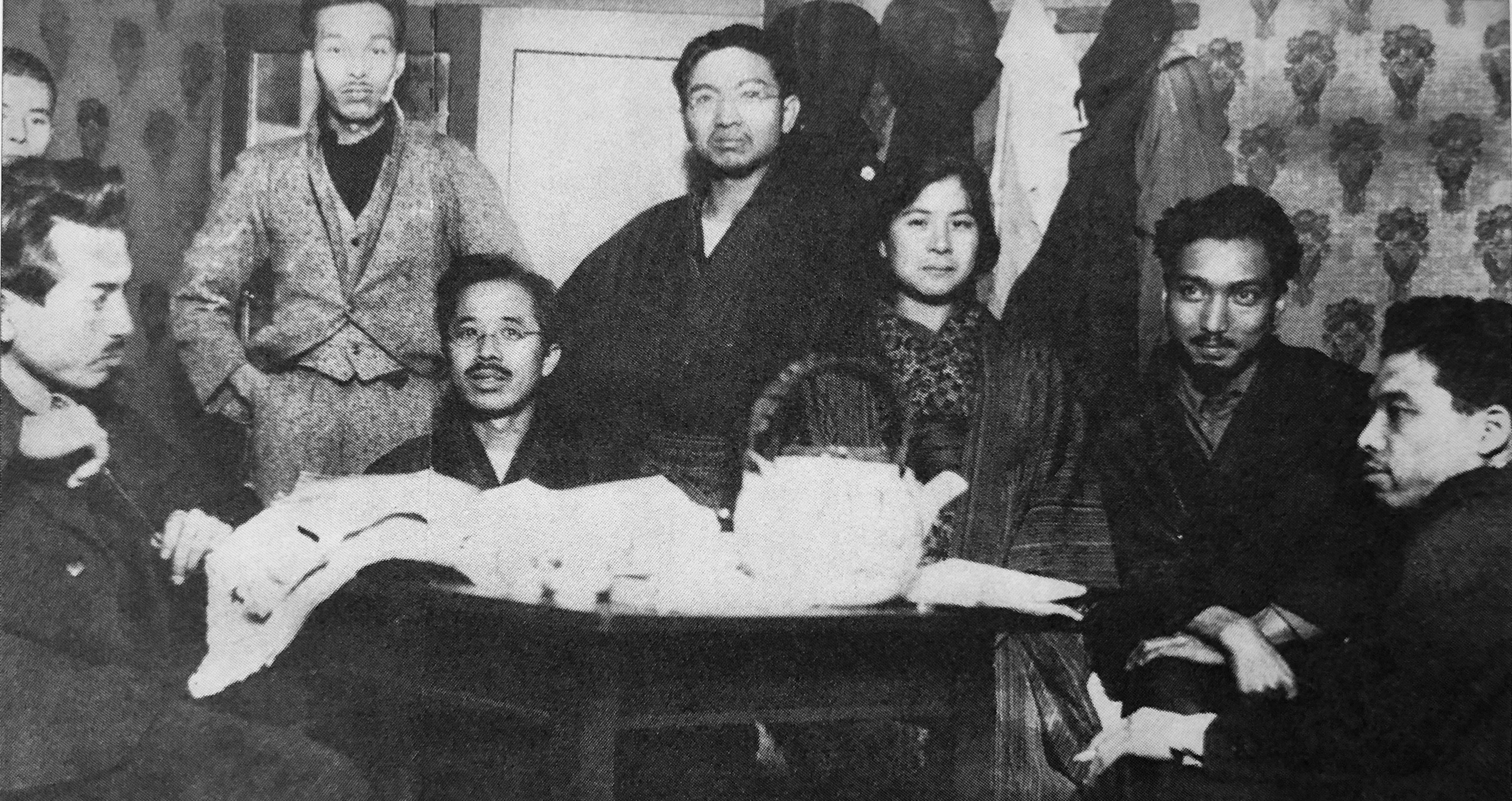
左から中村還一、近藤憲二、竹内一郎、岩佐作太郎、高津正道、伊藤野枝、大杉、近藤栄蔵。1921年1月11日撮影。

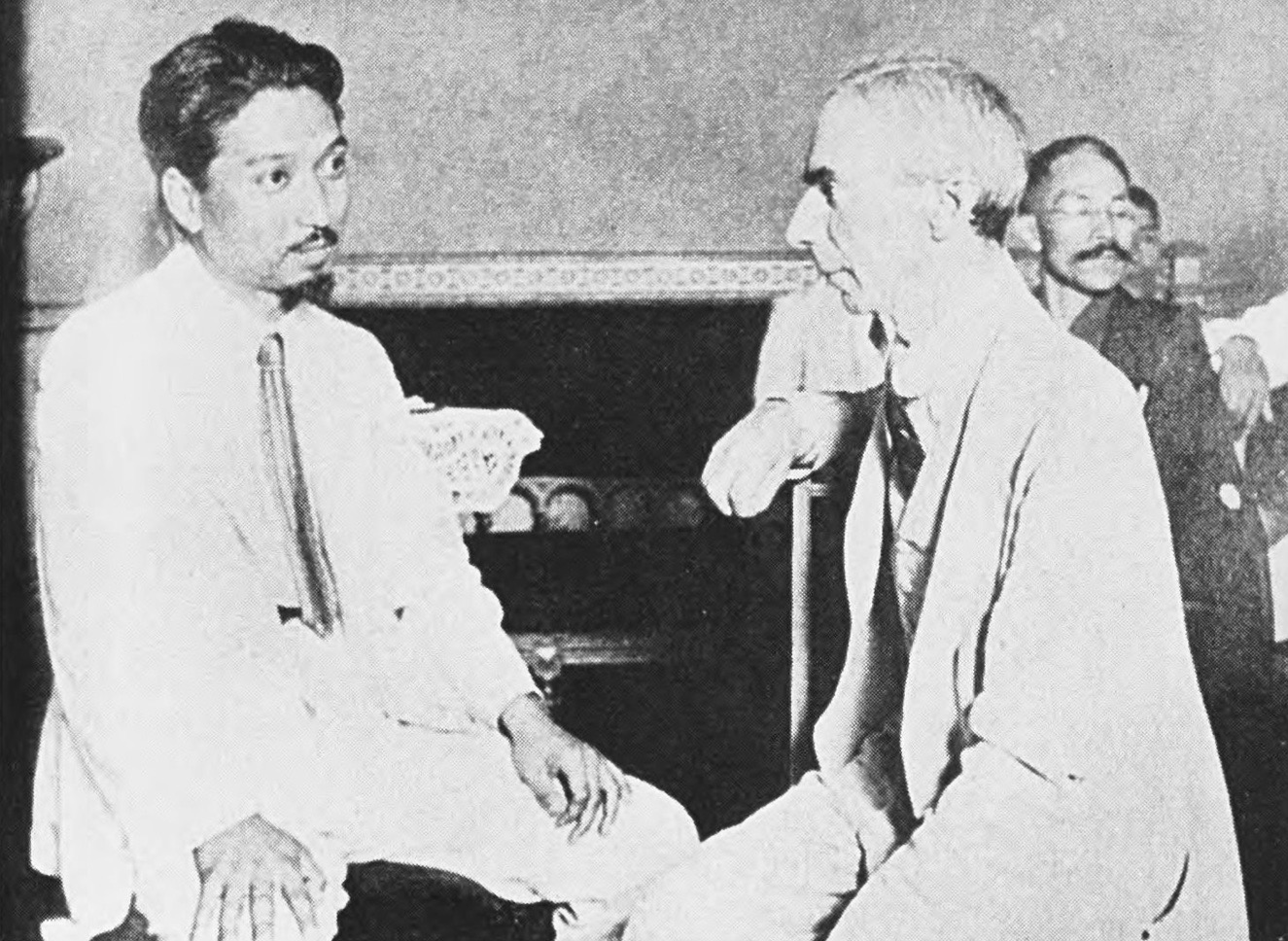
来日中のバートランド・ラッセルと対談する大杉（1921年7月26日）

1920年（大正9年）の不況下においても労働争議が増加し、次第に大杉の活動は広がっていく。ピョートル・クロポトキンの著作翻訳に加えて演説会の開催や、メーデーを前にしての事前検束も受ける。10月には中華民国・上海で開催された社会主義者の集会に加わって11月に帰国し、12月9日には社会主義者同盟結成に向けて鎌倉にあった大杉の自宅に40名余りが集まる。
1921年（大正10年）1月、コミンテルンからの資金でアナ・ボル（アナキスト・ボルシェヴィキ）共同の機関紙としての労働運動（第二次）を刊行させるが、腸チフスを悪化させて入院する。さらに6月にはボルの井伊らに裏切られて共同路線が破綻し、労働運動紙は僅か13号で廃刊に追い込まれる。それでも同年12月にはアナキストだけで労働運動（第三次）を復刊させる。
1922年（大正11年）2月、大杉は福岡県八幡市（現・福岡県北九州市）での官営八幡製鐵所罷工2周年記念演説会に参加する。ここでは労働運動紙においてソビエト政府のアナキスト達への弾圧を報告し、信友会の有志、労働運動社の同志と労働組合の連合を目指すために全国労働組合総連合会の発足に努力するが、9月30日にサンディカリズム派と総同盟派との対立にボルも介在して結成は失敗となり、アナ・ボル論争は激化した。後に大杉への追悼詩「杉よ!眼の男よ!」を執筆する中浜哲はこのタイミングで大杉に接近し、労働運動紙へ労働争議の現場報告と詩を頻繁に掲載した。8月には富川町で「自由労働者同盟」を結成して新潟と中津川での朝鮮人労働者虐殺の実態調査に赴いたほか、10月にはギロチン社を古田大次郎らと結成する。
同年12月、翌年にドイツのベルリンで開かれる予定の国際アナキスト大会に参加するため再び日本を脱出した。
1923年（大正12年）1月5日に上海からフランス船籍アンドレ・ルボン号に乗船し、中国人に偽装して中華民国からフランスに向かった。マフノ運動の中心人物であるネストル・マフノと接触も図る目的もあり、アジアでのアナキストの連合も意図し、上海およびフランスで中国のアナキストらと会談を重ねる。2月13日にマルセイユに到着するが大会が延期となり、フランスから国境を越えるのも困難になる中で大杉はパリ近郊のサン・ドニのメーデーで演説を行い、警察に逮捕される。異国の地で逮捕された大杉はラ・サンテ監獄に送られ、そこで大杉本人と発覚して裁判後に強制退去処分となる。そのままフランスの日本領事館の手配でマルセイユから箱根丸に乗船し、7月11日に神戸に戻る。その際、大杉はパリにある日本大使館からの反対意見によって、乗船切符が二等船室になったことを恨む記述を「日本脱出記」に書いている。滞在記については滞仏中から発表され、これらも日本脱出記としてまとめられる。かつて豊多摩刑務所収監中に翻訳（初の日本語訳）したファーブル昆虫記が「昆虫記」の名で出版されたが、これ以降の大杉は東京に落ち着き、8月末にアナキストの連合を意図して集まりを開くが、進展を図る前に関東大震災に遭遇する。

### 最期

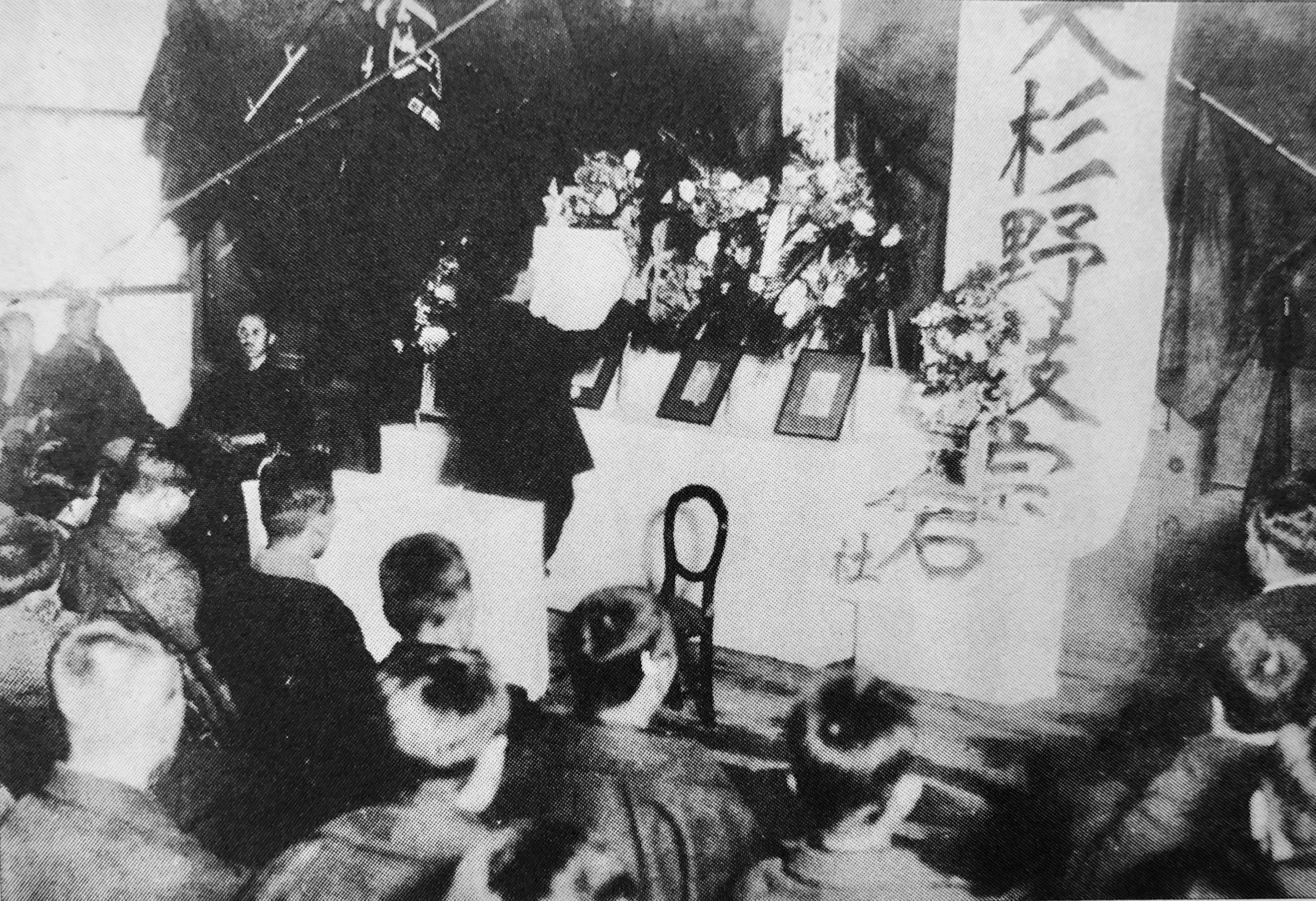
1923年12月16日、東京谷中斎場にて、大杉、伊藤野枝、橘宗一の社会葬が行われた。

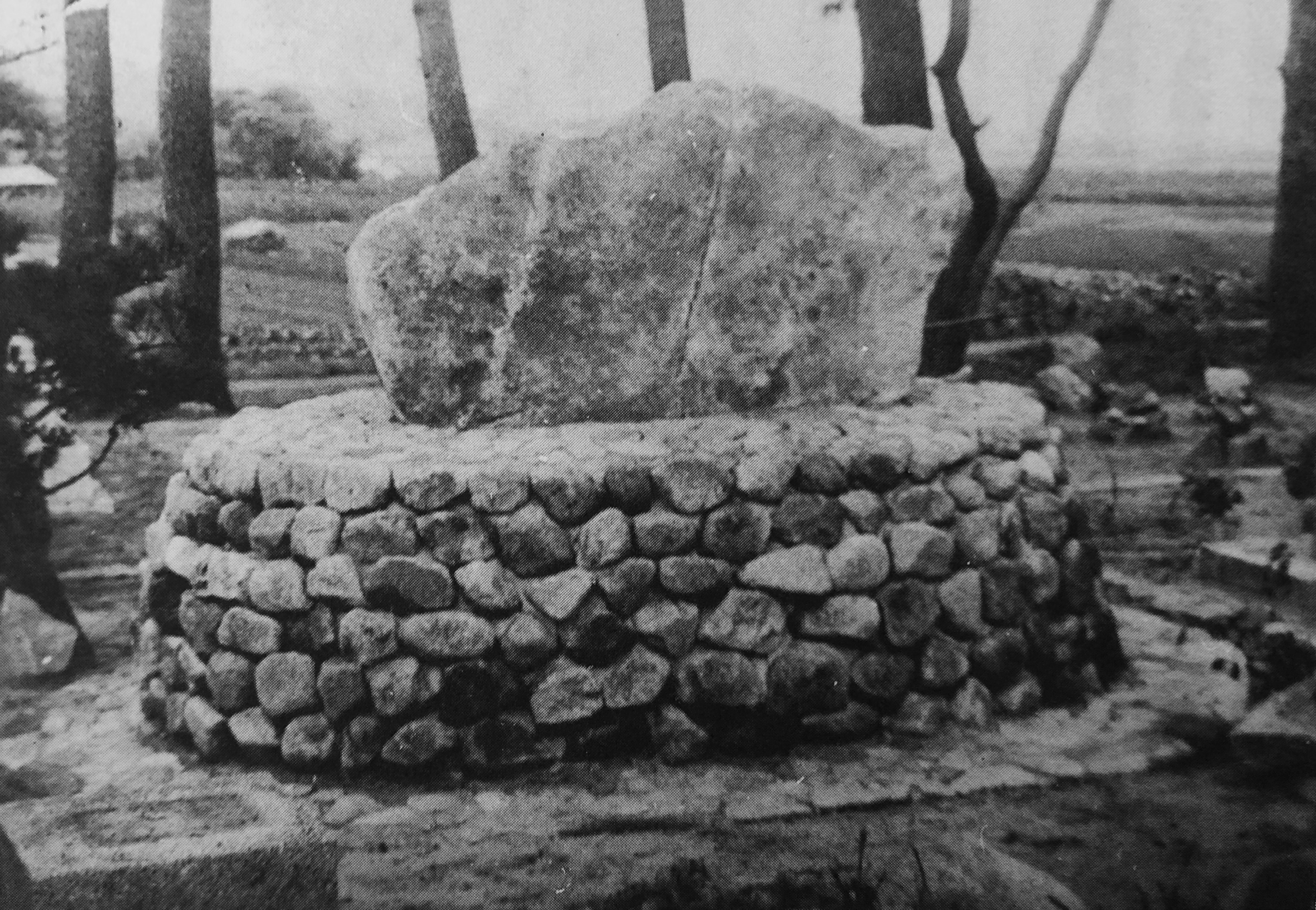
1924年8月に伊藤野枝の叔父の代準介が福岡県今宿村（現・福岡市西区）に建てた伊藤と大杉の墓。

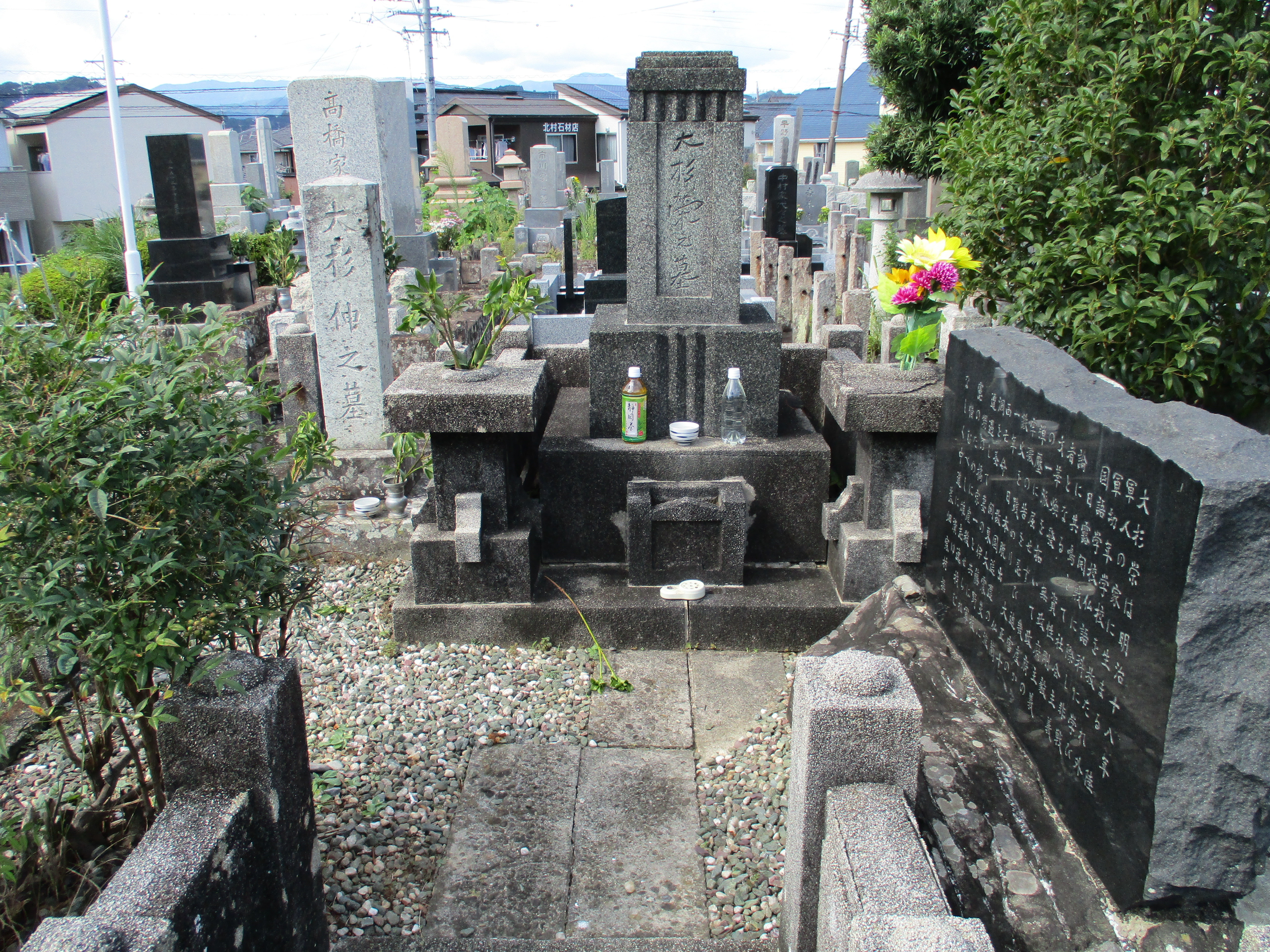
静岡市葵区沓谷一丁目の市営沓谷霊園にある墓（2019年9月）

関東大震災から僅か2週間後の1923年（大正12年）9月16日、自宅近くから妻の伊藤野枝、甥で6歳の橘宗一と共に憲兵隊特高課に連行され、憲兵隊司令部で憲兵大尉（分隊長）の甘粕正彦らによって殺害され、遺体が井戸に遺棄された（甘粕事件）。38歳没。殺害の実行犯として憲兵大尉の甘粕とその部下が軍法会議にかけられ、有罪判決となった。公判内容は毎回新聞報道された。
震災後、政府は朝鮮と日本のアナキストの連合グループや不逞社の朴烈、金子文子を大逆事件で調査した。その中でメンバーの一人で獄死した新山初代は震災直前の8月に大杉へ勉強会での講師を依頼しており、大杉の呼びかけで開催した集会にも出席していた。これらの事実は警察がまとめた訊問調書に記載され、公判記録としてアナーキズム（『続・現代史資料』3、みすず書房、1988年7月）に収載されている。
12月16日、自由連合派の労働組合とアナキスト各団体が主催となり、殺害された3人の合同葬が行われる。この際、右翼団体大化会のメンバーが弔問客を装って大杉の遺骨を持ち去る事件が起きた。遺骨は9日後に大化会会長の岩田富美夫が警察に届け出て、翌年5月に警察から遺族に返還された。労働運動社の和田久太郎、村木源次郎はギロチン社の中浜哲、古田大次郎らと共同して殺害への報復を意図し、翌年の一周忌までに政府へ攻撃を企てるが失敗した。
大杉の遺骨は野枝の郷里である福岡県で埋葬されたが、野枝が地域から快く思われていなかったこともあって損壊が相次ぎ、静岡県静岡市の共同墓地に改めて墓が作られた。2023年（令和5年）9月16日、甘粕事件から100年を迎えた節目として墓前祭が行われ、約50人が参列した。

## 逸話
大杉は、家族でも聞き取れない程の重度の吃音に生涯悩まされ続けていた。特にか行の発音では目を瞬きさせて「金魚が麸を飲みこむような口つきになった」という。陸軍幼年学校時代も「下弦の月」とどうしても発言できず、「上弦ではありません」と言ってその場をやり過ごしたり（その代わり「性格がひねくれている」と教官の心証を害したという）、後藤新平のもとへ金を借りに向かったところ、500円を借りる予定だったものが「ゴ」の発音が出ず、仕方なく300円を借りたエピソードもある。

### 後藤新平・内務大臣からの資金援助
前述のように後藤から300円の資金援助を受けたとされる。1923年（大正12年）12月17日の衆議院予算委員会において後藤が第2次山本内閣の内務大臣として行った答弁によれば、寺内内閣の内務大臣として大杉に2回にわたって計500円を渡しており、大杉への資金提供は「歴代ノ内務大臣ガヤッテ居ッタコトテアル」と述べている。

## 著作

### 自叙伝
- 『獄中記』春陽堂、1919年。
  - 『獄中記』現代思潮社〈大杉栄全集 第13巻〉、1965年、153-210頁。
  - 『続獄中記』現代思潮社〈大杉栄全集 第13巻〉、1965年、211-258頁。
- 『自叙傳』改造社、1923年。
- 『日本脱出記』アルス、1923年。
  - 『日本脱出記』現代思潮社〈大杉栄全集 第13巻〉、1965年、3-154頁。

### 翻訳
- 『昆虫記』第1巻 1922年
- クロポトキン『相互扶助論　進化の一要素』1924年

### 機関紙誌（大杉栄が編集・刊行に関与）
- 『近代思想』
- 『平民新聞』
- 『文明批評』
- 『労働新聞』[67][68]
- 『労働運動』

（労働新聞以外は復刻版が刊行されている）

### 単著、共著、論文等
- 『生の闘争』 1914年、1923年4月30日
- 『社会的個人主義』 1915年発禁
- 『労働運動の哲学』 1916年発禁
- 『乞食の名誉』1920年伊藤野枝との共著
- 『クロポトキン研究』アルス、1920年。
- 『正義を求める心』アルス、1921年。
- 『悪戯』1921年
- 『二人の革命家』（伊藤野枝との共著）アルス、1922年。
  - 『二人の革命家』（伊藤野枝との共著）黒色戦線社、1985年。
- 『漫文漫画』（望月桂画）アルス、1922年。
  - 『漫文漫画』（望月桂画）黒色戦線社、1972年。
  - 『漫文漫画』（望月桂画）黒色戦線社、1984年。
- 『無政府主義者の見たロシア革命』1922年

### 近藤憲二編集
- 『随筆集生の闘争』1923年
- 『日本脱出記』 1923年
- 『自叙傳』 1923年
- 『自由の先驅』 1924年
- 『大杉栄全集』アルス版 1925年 - 1926年

### 同志の著作
- 『死の懺悔』1926年 古田大次郎 春秋社
- 『獄窓から』1930年 和田久太郎
- 『死刑囚の思い出』 1930年発禁 古田大次郎

### 追悼号
- 『改造』 1923年11月 大杉栄追想号
- 『中央公論』 1923年11月「吾が回想する大杉」佐藤春夫
- 『労働運動』1924年3月大杉栄・伊藤野枝追悼号
- 『祖国と自由』 1925年9月 大杉栄追悼号

### 1960,70年代刊行著作、関連書
- 『大杉栄全集』全14巻、現代思潮社
- 大澤正道『大杉栄研究』、同成社、1968年7月
- 秋山清『大杉栄評伝』、思想の科学社、1976年11月

### 1980年以降の出版
- 『大杉栄訳 ファーブル昆虫記』（ジャン=アンリ ファーブル(著),小原秀雄(著),大杉栄(訳)、明石書店、2005年）
- 『日録・大杉栄伝』（大杉豊、社会評論社、2009年）
- 『日本脱出記』（大杉豊解説、土曜社、2011年）
- 『自叙伝』（大杉豊解説、土曜社、2011年）
- 『獄中記』（大杉豊解説、土曜社、2012年）
- 『KAWADE道の手帖　大杉栄』（河出書房新社、2012年）
- 『大杉栄と仲間たち』（ぱる出版、2013年）
- 『大杉栄追想』（大杉豊解説、土曜社、2013年）
- 『My Escapes from Japan』（マイケル・シャワティー訳、土曜社、2014年）『日本脱出記』英訳版
- 『大杉栄書簡集』（大杉豊編、土曜社、2018年）

## 関連作品

### 小説
- 『美は乱調にあり――伊藤野枝と大杉栄』 瀬戸内寂聴著、岩波現代文庫、2017年
- 『諧調は偽りなり――伊藤野枝と大杉栄(上・下)』 瀬戸内寂聴著、岩波現代文庫、2017年

### 映画
- 『大虐殺』 - 1960年、演：細川俊夫
- 『エロス+虐殺』 - 1970年、演：細川俊之
- 『華の乱』 - 1988年、演：風間杜夫
- 『シュトルム・ウント・ドランクッ』 - 2014年、演：川瀬陽太
- 『菊とギロチン』 - 2018年、演：小木戸利光

### テレビドラマ
- 『涙たたえて微笑せよ 明治の息子・島田清次郎』 - 1995年、NHK土曜ドラマ、演：長谷川和彦
- 『足尾から来た女』- 2014年、NHK土曜ドラマ、演：玉置玲央
- 『風よあらしよ』-2022年、NHK-BSドラマ　演：永山瑛太

### 演劇
- 『走りながら眠れ』 - 2019年、演：青年団、作・演出：平田オリザ